# Кроче ди Равиљијано (Терамо)
Кроче ди Равиљијано (итал. Croce di Ravigliano) је насеље у Италији у округу Терамо, региону Абруцо.
Према процени из 2011. у насељу је живело 79 становника. Насеље се налази на надморској висини од 130 м.